# Малёванный (Воронежская область)
Малёванный — хутор в Богучарском районе Воронежской области.
Входит в состав Мёдовского сельского поселения.

## Население
По данным 2000 года, на хуторе проживало 136 человек. В 2005 году население составляло 142 человека.

## География

### Улицы
- ул. Космонавтов,
- ул. Песчаная,
- ул. Российская,
- ул. Степная.